# Турцовце
Турцовце або Турцівці (словац. Turcovce) — село та муніципалітет в Словаччині, Гуменському окрузі Пряшівського краю. Розташоване в північно-східній частині Словаччини в південній частині Низьких Бескид в долині Ондавиці.
Уперше згадується у 1557 році.
У селі є римо-католицький костел з 1770 року в стилі класицизму. Новий костел збудований у 1979 році.

## Населення
| Рік:            | 1993 | 2003    | 2013     | 2023 |
| --------------- | ---- | ------- | -------- | ---- |
| Кількість осіб: | 356  | 352     | 303      | 303  |
| Різниця:        |      | -1,12 % | -13,92 % | +0 % |

| Рік:            | 2022 | 2023 |
| --------------- | ---- | ---- |
| Кількість осіб: | 300  | 303  |
| Різниця:        |      | +1 % |

У селі проживає 313 осіб.
Національний склад населення (за даними останнього перепису населення — 2001 року):
- словаки — 100,0 %.

Склад населення за приналежністю до релігії станом на 2001 рік:
- римо-католики — 97,99 %,
- греко-католики — 1,44 %,
- не вважають себе вірянами або не належать до жодної вищезгаданої конфесії — 0,58 %.